# Donaldo Macedo
Donaldo Pereira Macedo (Cap Verd, 1950) és un lingüista estatunidenc especialista en alfabetització, pedagogia crítica i estudis d'educació multicultural. Macedo és professor d'anglés i professor distingit d'humanitats i educació en la Universitat de Massachusetts.
Té nombroses publicacions en lingüística, alfabetització crítica i educació bilingüe i multicultural. Aquestes publicacions inclouen
- Literacy: Reading the Word and the World, amb Paulo Freire (1987)
- Literacies of Power: What Americans Are Not Allowed to Know (1994)
- Dancing With Bigotry, amb Lilia I. Bartolomé (1999)
- Critical Education in the New Information Age, amb Manuel Castells, Ramón Flecha, Paulo Freire, Henry Giroux & Paul Willis (1999)
- Ideology Matters, amb Paulo Freire (2002).

De 2003 ençà pertany al Kappa Delta Pi Laureate Chapter, societat honorífica dedicada a honorar els professionals de l'educació amb més impacte i que només pot tenir 60 membres. El treball de Macedo, tant en la traducció i edició de les obres de Freire com la recerca sobre la seva pedagogia és considerat molt rellevant en el camp de la pedagogia crítica.
És membre també de l'Acadèmia de Ciències i Humanitats de Cabo Verde.